# Ocypode ryderi
Ocypode ryderi is een krabbensoort uit de familie van de Ocypodidae. De wetenschappelijke naam van de soort is voor het eerst geldig gepubliceerd in 1880 door Kingsley.